# Man of the Woods Tour
Man of the Woods Tour est la quatrième tournée solo du chanteur américain Justin Timberlake, programmée dans le but de promouvoir son cinquième album studio Man of the Woods, paru le 2 février 2018. La tournée a débuté le 13 mars 2018 à Toronto, au Canada, et se terminera le 13 avril 2019 à Uncasville.

## Setlist
1. Flithy
2. Midnight Summer Jam
3. LoveStoned
4. SexyBack
5. Man of the Woods
6. Wave
7. Higher Higher
8. Señorita
9. Suit & Tie
10. My Love
11. Cry Me a River
12. Mirrors
13. Drink You Away
14. Until The End of Time
15. Dreams / Ex-Factor / Come Together / Thank God I’m a Country Boy
16. Morning Light
17. What Goes Around... Comes Around
18. Say Something
19. Montana
20. Summer Love
21. Rock Your Body
22. Supplies
23. Like I Love You
24. Can't Stop the Feeling